# Championnats du monde de cyclisme sur piste 1995
Navigation
Édition précédente Édition suivante
Les championnats du monde de cyclisme sur piste 1995 ont eu lieu au vélodrome Luis Carlos Galán de Bogota en Colombie en septembre 1995. Douze compétitions ont été disputées : huit par les hommes et quatre par les femmes. Trois disciplines apparaissaient pour la première fois au programme des championnats du monde : la vitesse par équipes masculine, l'américaine masculine et le 500 m féminin. Deux autres disciplines ont en revanche disparu du programme : le tandem et le demi-fond.
Il s'agit du dernier championnat du monde sur piste organisé en plein air.
Ces championnats ont été marqués par l'accident à l'entraînement survenu à Patrice Sulpice (de), alors en tête de la coupe du monde de vitesse, et qui perdit l'usage de ses jambes.

## Résultats

### Hommes
| Compétition            | Or                                                                   | Or | Argent                                                                          | Argent | Bronze                                                           | Bronze |
| ---------------------- | -------------------------------------------------------------------- | -- | ------------------------------------------------------------------------------- | ------ | ---------------------------------------------------------------- | ------ |
| Kilomètre              | Shane Kelly Australie                                                |    | Florian Rousseau France                                                         |        | Erin Hartwell États-Unis                                         |        |
| Keirin                 | Frédéric Magné France                                                |    | Michael Hübner Allemagne                                                        |        | Federico Paris Italie                                            |        |
| Vitesse individuelle   | Darryn Hill Australie                                                |    | Curt Harnett Canada                                                             |        | Frédéric Magné France                                            |        |
| Vitesse par équipes    | Jens Fiedler Michael Hübner Jan van Eijden Allemagne                 |    | Benoît Vêtu Florian Rousseau Hervé Thuet France                                 |        | Marty Nothstein Erin Hartwell William Clay États-Unis            |        |
| Poursuite individuelle | Graeme Obree Royaume-Uni                                             |    | Andrea Colinelli Italie                                                         |        | Stuart O'Grady Australie                                         |        |
| Poursuite par équipes  | Bradley McGee Stuart O'Grady Rodney McGee Tim O'Shannessey Australie |    | Dimitri Tolstenkov Bogdan Bondariew Sergiy Matveyev Alexander Simonenko Ukraine |        | Mariano Friedick Dirk Copeland Conrad Zach Matt Hamon États-Unis |        |
| Américaine             | Silvio Martinello Marco Villa Italie                                 |    | Gabriel Curuchet Juan Curuchet Argentine                                        |        | Kurt Betschart Bruno Risi Suisse                                 |        |
| Course aux points      | Silvio Martinello Italie                                             |    | Remigius Lupeikis Lituanie                                                      |        | Sergei Lavrenenko Kazakhstan                                     |        |

### Femmes
| Compétition            | Or                          | Or | Argent                    | Argent | Bronze                       | Bronze |
| ---------------------- | --------------------------- | -- | ------------------------- | ------ | ---------------------------- | ------ |
| 500 mètres             | Felicia Ballanger France    |    | Galina Enukhina Russie    |        | Michelle Ferris Australie    |        |
| Vitesse individuelle   | Felicia Ballanger France    |    | Olga Slyusareva Russie    |        | Erika Salumäe Estonie        |        |
| Poursuite individuelle | Rebecca Twigg États-Unis    |    | Antonella Bellutti Italie |        | May Britt Våland Norvège     |        |
| Course aux points      | Svetlana Samokhalova Russie |    | Nada Cristofoli Italie    |        | Nathalie Even-Lancien France |        |

## Tableau des médailles
| Rang | Nation      | Or | Argent | Bronze | Total |
| ---- | ----------- | -- | ------ | ------ | ----- |
| 1    | France      | 3  | 2      | 2      | 7     |
| 2    | Australie   | 3  |        | 2      | 5     |
| 3    | Italie      | 2  | 3      | 1      | 6     |
| 4    | Russie      | 1  | 2      |        | 3     |
| 5    | Allemagne   | 1  | 1      |        | 2     |
| 6    | États-Unis  | 1  |        | 3      | 4     |
| 7    | Royaume-Uni | 1  |        |        | 1     |
| 8    | Argentine   |    | 1      |        | 1     |
| 8    | Canada      |    | 1      |        | 1     |
| 8    | Lituanie    |    | 1      |        | 1     |
| 8    | Ukraine     |    | 1      |        | 1     |
| 12   | Estonie     |    |        | 1      | 1     |
| 12   | Kazakhstan  |    |        | 1      | 1     |
| 12   | Norvège     |    |        | 1      | 1     |
| 12   | Suisse      |    |        | 1      | 1     |